# Logansport (Indiana)
Logansport é uma cidade localizada no estado americano de Indiana, no Condado de Cass.

## Demografia
Segundo o censo americano de 2000, a sua população era de 19.684 habitantes.
Em 2006, foi estimada uma população de 19.083, um decréscimo de 601 (-3.1%).

## Geografia
De acordo com o United States Census Bureau tem uma área de
21,8 km², dos quais 21,4 km² cobertos por terra e 0,4 km² cobertos por água. Logansport localiza-se a aproximadamente 238 m acima do nível do mar.

## Localidades na vizinhança
O diagrama seguinte representa as localidades num raio de 20 km ao redor de Logansport.